# داستان عشق من!!
داستان عشق من!! (به انگلیسی: My Love Story!!) مجموعه مانگا کمدی رمانتیک ژاپنی نوشته کازونه کاواهارا و تصویرگری آروکو است که از اکتبر ۲۰۱۱ تا ژوئیه ۲۰۱۶ در مجله بساتسو مارگارت منتشر شد. داستان دربارهٔ یک مرد غول پیکر اما مهربان قلبی به نام تاکئو گودا است که پس از دفاع از یاماتو رینکو در برابر یک غریبه در قطار، عاشق یاماتو رینکو می‌شود.
مجموعه تلویزیونی انیمه اقتباسی ساخته استودیو مدهاوس از آوریل تا سپتامبر ۲۰۱۵ پخش شد و یک فیلم سینمایی بلند لایو اکشن به همین نام در اکتبر ۲۰۱۵ به اکران درآمد.
تا نوامبر ۲۰۱۵، این اثر بیش از ۴٫۵ میلیون نسخه به فروش رسانده و در سال ۲۰۱۳ برنده سی و هفتمین مراسم جایزه مانگای کودانشا در رده شوجو و شصت و یکمین مراسم جوایز مانگای شوگاکوکان در همین رده در سال ۲۰۱۶ شد.

## داستان
داستان دربارهٔ تاکئو گودا، دانش‌آموز دبیرستانی قد بلند و عضلانی است که شانس چندانی با زنان ندارد، زیرا هر دختری که دوست دارد در نهایت عاشق بهترین دوستش، ماکوتو سوناکاوا که جذاب و خوش قیافه است، می‌شود تا اینکه یک روز او دختری ریزه اندام و خجالتی به نام رینکو یاماتو را نجات می‌دهد که در کمال تعجب دختر عاشق خودش می‌شود و یک داستان عاشقانه منحصر به فرد با او را آغاز می‌کند.